# Guy de Contenson
Simon Jean Guy du Bessey, baron de Contenson (Sercy, 27 juillet 1844 - château de Sercy, 7 janvier 1921) est un explorateur et officier français.

## Biographie
Attaché militaire à Pékin (1871-1874), il effectue des missions en Chine, au Japon, en Indonésie et en Malaisie. Il passe ainsi à Port-Saïd, Suez, Aden, Ceylan, Singapour, Batavia, Saïgon et Manille avant d'arriver à Hong Kong. Il visite Amoy, Fou-Tcheou, Ning-Po, Shanghai, Tche-Fou et Tien-Tsin puis entre à Pékin où il voit les ruines du palais d’été, les tombeaux des Ming et le temple Biyun puis va jusqu'à Kalgan en Mongolie. 
Rentré à Shanghai, il embarque pour le Japon qu'il atteint trois jours plus tard à Nagasaki. Il gagne alors Kobé, Yokohama puis Tokyo et par la route du Tōkaidō entre à Osaka. Il visite alors les mines d'or situées dans les montagnes au nord-ouest d'Osaka, longe la côte par Akashi et Kakogawa et, à Himeji, s'enfonce dans les montagnes jusqu'à Iokata et Ikuno. 
De retour à Osaka, il visite Kyoto, voit le lac Biwa avant de partir pour la Malaisie. Il explore alors l'île de Penang puis se rend aux grottes de Batu avant d'entrer à Batavia. Il voit encore Buitenzorg et son jardin botanique puis le volcan de Pangrango. 
Contenson quitte l'armée en 1881 et s'installe comme propriétaire terrien en Espagne. En 1897, il participe avec l'abbé Chabot à une expédition archéologique dans les montagnes du Taurus. 
En 1899, il revient à Paris et, en 1914, se réengage dans l'armée, à 70 ans. Il accompagne alors le général Paul Pau en Russie (1915).

## Œuvres
- Les inondations dans la plaine de Tien-Tsin ; recherches sur leurs causes et les moyens d'y remédier, Bulletin de la Société de géographie, 1874
- Chine et Extrême-Orient, 1884
- L'Avilissement de la propriété et la question monétaire, 1891
- Militaires fils d'acteurs..., 1903
- L'Avenir du patriotisme, 1909